# Répaaknázó moly
A répaaknázó moly (Scrobipalpa ocellatella), a valódi lepkék (Glossata) alrendjébe tartozó sarlós ajkú molyfélék (Gelechiidae) család 245, hazánkban is honos fajának egyike.

## Elterjedése, élőhelye
Ez a mediterrán faj főleg a Földközi-tenger partvidékén és a Fekete-tenger mentén terjedt el. Időnként tömegesen károsít Franciaországban, Belgiumban, Dél-Németországban, Ausztriában, Szlovákia déli részén, a Balkán-félszigeten, Marokkóban, Törökországban, Palesztinában és Iránban, sőt, megjelenik Anglia déli részén, Madeira és Srí Lanka szigetén is. Magyarországon 1949 óta tudunk kártételéről, ami először 1950-ben, Mezőhegyes környékén vált jelentőssé. Az utóbbi évtizedekben több alkalommal károsított a Magyar Középhegységtől délre és a Kisalföldön.
Veszélyes kártevő.

## Megjelenése
Kávébarna szárnyain piszkossárgák a minták. A szárny fesztávolsága 12–14 mm.

## Életmódja
Hazánkban évente 2–4 nemzedéke lehet; ez függ a tenyészidőszak hosszától és hőmérsékletétől is. Négy nemzedéke a melegebb helyeken és években lehet. A talajban sekélyen a báb telel át.
Oligofág faj; hernyója a különféle vadon termő Beta-répa fajokon, valamint a répa termesztett változatain: a takarmány-, cukor- és mángoldrépán, valamint a céklán él.
Száraz, meleg nyarakon a négy nemzedék őszre annyira felszaporodik, hogy a Nagyalföldön és a Dunántúl déli részén jelentősen károsíthatja a Beta-répákat. A hernyók megtámadják a répa összes vegetatív részét, majd a generatív részeket is. Tövenként 25–40 hernyó 40–60% súlyveszteséget okozhat, jelentősen rontva a termék minőségét (például csökkentve a cukortartalmat). A molyos répa rosszul tárolható, és takarmányozásra sem alkalmas, ezért a répaaknázó moly jelentős kártevő lehet.

## Külső hivatkozások
- Mészáros Zoltán – Szabóky Csaba: A magyarországi molylepkék gyakorlati albuma. Budapest: Agroinform. 2005.  arch Hozzáférés: 2018. április 6. (PDF)